# Батуца (Арад)
Батуца (рум. Bătuța) насеље је у Румунији у округу Арад у општини Барзава. Oпштина се налази на надморској висини од 150 m.

## Становништво
Према подацима из 2002. године у насељу је живело 96 становника, од којих су сви румунске националности.